# Breštica
Breštica je jezero u Bosni i Hercegovini udaljeno od Banovića oko tri kilometra. Jezero je dugo oko 150 metara i isto toliko je i široko. Nastalo je prije 60-ak godina. Bogato je šaranom, smuđem, štukom, somom, manjićima, klijenom, deverikom i ostalom sitnom ribom.